# Edad: 143 años
Edad: 143 años es una novela de juicios y ciencia ficción escrita por Jordi Sierra i Fabra. Publicada en 1989 por la editorial Ultramar. Relata un juicio sobre la legalización o no de la hibernación humana.

## Resumen
El libro cuenta con tres partes más el epílogo.
La primera parte llamada Introducciones revela ante los lectores la situación del mundo en los principios del siglo 22. La humanidad venció a todas las enfermedades menos una, desarrolló un sistema muy eficaz de la trasplantes y el sistema de la hibernación, la cual quedó deslegalizada hace tiempo. Sin embargo, hay personas que lograron ser hibernadas para que se despierten en una realidad que les permita curar sus enfermedades. El continente europeo se prepara para ser testigo de un juicio único y especial: El Tribunal de Estrasburgo decidirá qué hacer con las personas ya hibernadas (2 147 personas esperan en sus sarcófagos para despertarse) y también si permitir la hibernación para más personas. La parte introduce la situación legal de las cosas tratadas en el libro, los personajes y los desafíos con los que se enfrenta la humanidad de la época relatada.
En la segunda parte llamada Juicios y razones se desarrolla el juicio sobre el tema. Se revelan más detalles sobre los personajes principales y sus vidas.
La tercera parte llamada Finales relata el final del juicio y el veredicto del tribunal. Cuenta los cambios psicológicos de los personajes, quienes logran comprender mejor a sus rivales.
El epílogo del libro se dedica a contar las cosas muy personales de unos de los personajes principales, su situación tras oír el veredicto, sus planes y esperanzas.

## Personajes principales
- Juan Carlos Galí - el defensor de la causa, cree en la criónica, cree que es un método para salvar la vida e indica el progreso de la humanidad; tiene un hijo que padece del SIC (el Síndrome de Inmunodeficiencia Cerebral) la única enfermedad sin cura.
- Paal Struer - el rival de Galí; como confiesa a los finales del libro, padece de SIC, pero no quiere ser hibernado, cree que la muerte es lo natural de la vida, defiende el orden antiguo de las cosas.
- Janos Pauli - es representante de un consorcio bancario, no quiere permitir la legalización de la hibernación;  todas las personas hibernadas tienen su dinero en los bancos del consorcio que representa.